# 四つの恋の物語 (1947年の映画)
『四つの恋の物語』（よっつのこいのものがたり）は、1947年（昭和22年）3月11日公開の日本映画である。東宝製作・配給。モノクロ、スタンダード、112分。
4つの恋をテーマにした物語を、4人の監督がそれぞれ描いたオムニバス映画。第二次東宝争議が終結して最初の東宝作品となり、その争議でスター俳優が大量脱退したため、久我美子、若山セツ子ら東宝ニューフェイスの新人俳優を起用した。第21回キネマ旬報ベスト・テン第8位。

## 第1話「初恋」

### スタッフ
- 監督：豊田四郎
- 脚本：黒澤明
- 撮影：川村清衛
- 美術：松山崇
- 照明：田畑正一
- 録音：空閑昌敏
- 助監督：岡本喜八

### キャスト
- 正雄：池部良
- 由起子：久我美子
- 正雄の父：志村喬
- 正雄の母：杉村春子
- 生徒：石田鉱、友坂四郎

## 第2話「別れも愉し」
第2話の監督は元々阿部豊が務める予定だったが、阿部が新東宝に移籍したため成瀬巳喜男が監督することになった。

### スタッフ
- 監督：成瀬巳喜男
- 脚本：小国英雄
- 撮影：木塚誠一
- 美術：江坂実
- 照明：伊藤一男
- 録音：岡崎三千雄

### キャスト
- 美津子：木暮実千代
- 有田：沼崎勲
- 加代：英百合子
- 吉岡：菅井一郎
- バーのマスター：小林十九二
- 新聞売りの女：竹久千恵子

## 第3話「恋はやさし」

### スタッフ
- 監督：山本嘉次郎
- 脚本：山崎謙太
- 撮影：伊藤武夫
- 美術：北川恵笥
- 照明：岸田九一郎
- 録音：丸山国衛

### キャスト
- 金ちゃん：榎本健一
- ナミちゃん：若山セツ子
- 闇屋の小母さん：飯田蝶子
- スカルッア：中村是好
- ロッテルリンギ：柳田貞一
- ボッカチオ：北村武夫
- 舞台監督：山本冬郷

## 第4話「恋のサーカス」

### スタッフ
- 監督：衣笠貞之助
- 脚本：八住利雄
- 撮影：中井朝一
- 美術：平川透徹
- 照明：平田長治
- 録音：安恵重遠

### キャスト
- 富蔵：河野秋武
- まり子：浜田百合子
- 三勝：田中筆子
- 刑事：清水将夫
- 三吉：久松保夫
- 団長：進藤英太郎
- 検事：浅田健三
- 伝田：花沢徳衛